# Casa Solé (la Vall de Boí)
La Casa Solé és una obra de la Vall de Boí (Alta Ribagorça) protegida com a Bé Cultural d'Interès Local.

## Descripció
Es tracta d'una unitat familiar, agrícola i ramadera, formada per una casa, un paller, estable, era i cobert de grans dimensions.
La casa s'organitza en tres pisos d'alçada. Cal destacar, com a elements rellevants, el seu colomar sota teulada i balconada de fusta al pis superior. Presenta bastants obertures, petites i rectangulars.
La porta d'entrada està adovellada i conserva el fustam primitiu.
El paller es tanca amb fusta i la coberta és a doble vessants.